# Parapallene capillata
Parapallene capillata is een zeespin uit de familie Callipallenidae. De soort behoort tot het geslacht Parapallene. Parapallene capillata werd in 1954 voor het eerst wetenschappelijk beschreven door Stock. 